# Schroeder (automobilismo)
Schroeder è stato un costruttore americano di auto da corsa presente nelle gare statunitensi negli anni 1950.
Tra il 1950 e il 1960 la 500 Miglia di Indianapolis faceva parte del Campionato mondiale di Formula 1, per questo motivo la Schroeder ha all'attivo anche 4 Gran Premi con una quinto posto in F1 grazie a Bobby Ball nel 1951.